# Ambedus
Ambedus is een geslacht van uitgestorven mogelijk diadectide reptiliomorfen. Er zijn fossielen gevonden in de Dunkard Group uit het Vroeg-Perm van Monroe County (Ohio). 

## Naamgeving
De typesoort Ambedus pusillus werd benoemd in 2004 door Richard Kissel en Robert Reisz. De geslachtsnaam komt van het Latijnse werkwoord ambedare dat 'knabbelen' betekent, in verwijzing naar zijn herbivore dieet. De soortaanduiding pusillus betekent 'klein' in het Latijn.
Het holotype is MCZ 9436, een bovenkaaksbeen.

## Beschrijving
Ambedus was een kleine tetrapode, mogelijk diadectide, alleen bekend van maxillae en dentaria. Hij wordt meestal beschouwd als de meest basale diadectide omdat hij, in tegenstelling tot andere vormen, een kleine, ondiepe onderkaak en veel eenvoudige, conische tanden had. Hij was ook kleiner dan de latere, nogal omvangrijke diadectiden. Latere diadectiden hebben diepe kaken met weinig tanden en naar voren uitstekende incisiformen aan de punten van de kaken voor het consumeren van plantaardig materiaal, en een overeenkomstige grotere omtrek.

## Fylogenie
David Bermans artikel uit 2013 pleitte om verschillende redenen tegen de opname van Ambedus in de Diadectidae. Hij verklaarde in zijn paper dat de toewijzing aan Diadectidae alleen gebaseerd is op verschillende losse maxillae en dentaria met wangtanden die alleen een gelijkenis vertoonden in hun kiesachtige morfologie met die bij diadectiden. Er zijn ook een aantal andere kenmerken die Ambedus onderscheiden van alle andere diadectiden, zoals een ondiep in plaats van diep dentarium en relatief hoge maxillaire en dentaire tanden, naast andere kenmerken die ze onderscheiden van diadectiden. Bovendien doet het verschijnen van Ambedus pusillus zo laat in het fossielenbestand, nadat alle bekende diadectomorfen waren uitgestorven, ook twijfel rijzen over de gedachte dat hij het meest basale lid van de diadectide lijn zou vertegenwoordigen. Daarentegen waren de eerste diadectiden uit het Laat-Pennsylvanien veel meer ontwikkeld en hadden ze de kenmerkende dentaire en maxillaire kenmerken van de diadectide lijn. Dit impliceert dat er een spooklijn zou moeten zijn die helemaal teruggaat tot het Midden-Pennsylvanien, wat hoogst onwaarschijnlijk is.

## Paleobiologie
Het holotype-exemplaar van Ambedus werd gevonden op een uitloper van de Greene-formatie uit het Vroeg-Perm op Clark Hill in Monroe County (Ohio). Het werd gevonden naast fossielen van de longvis Sagenodus, de temnospondyle 'amfibie' Trimerorhachis, een embolomere reptiliomorf en de synapside Ctenospondylus. Deze dieren leefden waarschijnlijk naast een zoetwatermeer of -waterplas.